# I Was a Teenage Frankenstein
Pour plus de détails, voir Fiche technique et Distribution.
I Was a Teenage Frankenstein est un film américain réalisé par Herbert L. Strock, sorti en 1957.

## Fiche technique
- Titre français : I Was a Teenage Frankenstein
- Réalisation : Herbert L. Strock
- Assistant-réalisateur : Austen Jewell
- Scénario : Herman Cohen et Aben Kandel
- Photographie : Lothrop B. Worth
- Montage :
- Musique : Paul Dunlap
- Direction artistique : A. Leslie Thomas
- Décors : Tom Oliphant
- Costumes : Einar Bourman
- Son : Al Overton
- Scripte : Mary Gibsone
- Producteur : Herman Cohen
- Société de production : Santa Rosa Productions
- Société(s) de distribution : American International Pictures (États-Unis), Anglo-Amalgamated Film Distributors (Royaume-Uni), Général Films (Belgique), Astral Films (Canada), Globe Films International (Italie)
- Pays d'origine :  États-Unis
- Format : Noir et blanc et Couleur — 35 mm — 1,37:1 — Son : Mono
- Genre : Film de science-fiction, Film d'horreur
- Durée : 74 minutes (1 h 14)
- Dates de sortie :
  -  États-Unis : 23 novembre 1957
  -  Italie : 10 juillet 1958

## Distribution
- Whit Bissell : Professeur Frankenstein
- Phyllis Coates : Margaret
- Robert Burton : Dr. Karlton
- Gary Conway : Bob / Teenage Monster
- George Lynn : Sgt. Burns
- John Cliff : Sgt. McAffee
- Marshall Bradford : Dr. Randolph
- Claudia Bryar : la mère d'Arlene